# Ley Global Magnitsky sobre Responsabilidad de Derechos Humanos

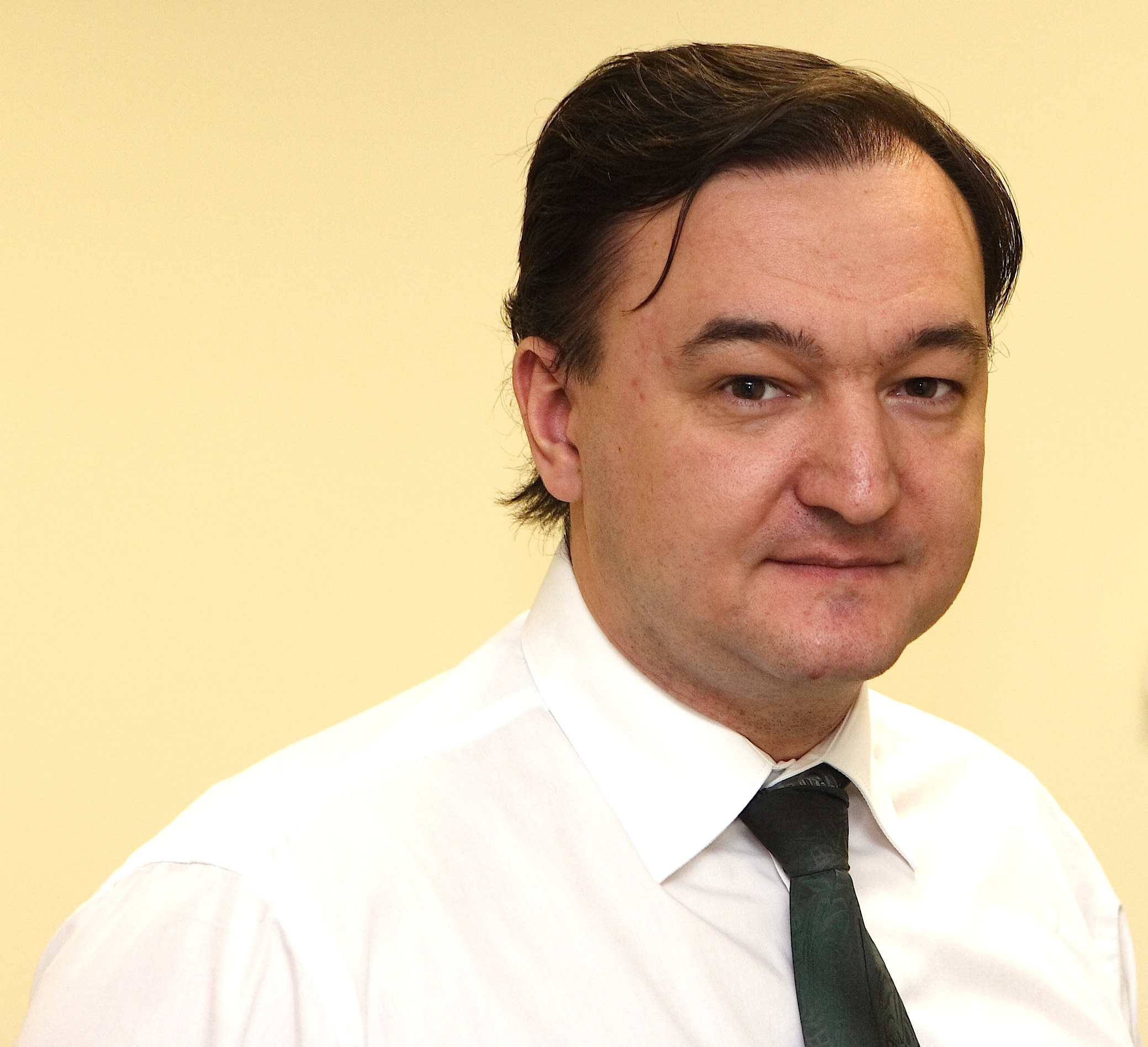
Serguéi Magnitski, abogado ruso que interpuso la denuncia por las violaciones de los DD. HH. durante su encarcelamiento que derivó en la creación de la Ley Magnitski

Ley Global Magnitski sobre Responsabilidad de Derechos Humanos (Global Magnitsky Human Rights Accountability Act), conocida en español como Ley Magnitsky, es una ley aprobada en Estados Unidos que persigue a extranjeros acusados de corrupción y violaciones a los derechos humanos. Fue aprobada en 2012 e inicialmente fue dirigida a funcionarios rusos y otras personas implicadas en el crimen del abogado ruso Serguéi Magnitski en noviembre de 2009. Este letrado denunció la corrupción en Rusia. Desde abril de 2016, es ley en los Estados Unidos y se aplica globalmente; «autoriza a los gobiernos a sancionar a los infractores de los derechos humanos en Rusia, congelar sus activos extranjeros y prohibirles ingresar al país firmante».

## Antecedentes
Serguéi Leonídovich Magnitski fue un contador y auditor ruso cuyo arresto y posterior muerte en custodia atrajo la atención de la prensa internacional y llevó a investigaciones tanto oficiales como extraoficiales de fraude, robo y violaciones de derechos humanos. El fraude fue de 230 millones de dólares.
Magnitsky había alegado que hubo un robo a gran escala por parte del Estado ruso, sancionado y llevado a cabo por funcionarios rusos. Fue arrestado y eventualmente murió en prisión siete días antes de la expiración del plazo de un año de prisión preventiva, durante el cual podía legalmente estar detenido sin juicio.
En total, Magnitsky estuvo detenido 358 días en la infame prisión de Butyrka en Moscú. Allí sufrió de colelitiasis, pancreatitis y un bloqueo de la vesícula biliar y recibió atención médica deficiente. Un consejo de derechos humanos creado por el Kremlin descubrió que había recibido una golpiza justo antes de morir.

## Legislación
Según el capítulo segundo de Ley Global Magnitsky sobre Responsabilidad de Derechos Humanos, el presidente de Estados Unidos puede imponer sanciones a cualquier persona extranjera que con base en evidencia creíble:
1. Sea responsable de asesinatos extrajudiciales, torturas u otras violaciones graves de derechos humanos cometidos contra personas en cualquier país extranjero que hayan: 
A. Expuesto actividades ilegales llevadas a cabo por funcionarios del Gobierno
B. Obtenido, ejercido, defendido, promovido los derechos humanos y las libertades internacionalmente reconocidas, tales como las libertades de religión, expresión, asociación y reunión, y los derechos a un juicio justo y elecciones democráticas.
2. Haya actuado como un agente o en nombre de una persona extranjera en un asunto relacionado con los actos descritos en el párrafo 1. 
3. Es un funcionario del Gobierno, o un asociado principal de dicho funcionario, que es responsable de, o es cómplice de ordenar, controlar o de otra manera dirigir actos de corrupción significativa, incluida la expropiación de activos privados o públicos para beneficio personal, la corrupción relacionada con contratos gubernamentales o la extracción de recursos naturales, el soborno o la facilitación o transferencia del producto de la corrupción a jurisdicciones extranjeras.
4. Ha asistido, patrocinado o proporcionado materialmente apoyo financiero, material o tecnológico para bienes o servicios en apoyo de una actividad descrita en el párrafo 3.

## Lista de funcionarios
La administración Obama hizo pública una lista de 18 personas afectadas por la ley en abril de 2013. Posteriormente ha incluido a personas de otras naciones. Las personas incluidas en la lista son:
- Artem (también conocido como Artyom) Kuznetsov, un investigador de impuestos para la división de Moscú del Ministerio del Interior
- Pavel Karpov, investigador principal de la división de Moscú del Ministerio del Interior
- Oleg F. Silchenko, investigador principal del Ministerio del Interior
- Olga Stepanova, jefa de la Oficina de Impuestos de Moscú No. 28
- Yelena Stashina (ru), juez del Tribunal de Distrito de Tverskoy que prolongó la detención de Magnitsky
- Andrey Pechegin, subdirector de la división de supervisión de investigaciones de la fiscalía general
- Aleksey Droganov
- Yelena Khimina, funcionario de impuestos de Moscú
- Dmitriy Komnov, jefe del centro de detención de Butyrka
- Aleksey Krivoruchko, juez del Tribunal de Distrito de Tverskoy
- Oleg Logunov (ru)
- Sergei G. Podoprigorov, juez del Tribunal de Distrito de Tverskoy
- Iván Pavlovitch Prokopenko
- Dmitri M. Tolchinskiy
- Svetlana Ukhnalyova
- Natalya V. Vinogradova
- Félix Bautista, senador de la provincia de San Juan, República Dominicana.
- Ángel Rondon, exrepresentante comercial de Odebrecht, República Dominicana.
- Kazbek Dukuzov, checheno absuelto del asesinato de Paul Klebnikov
- Lecha Bogatyrov, implicado por las autoridades austriacas como el asesino de Umar Israilov
- Ramzán Kadýrov, Jefe de la República de Chechenia
- Roberto J. Rivas, jefe del Consejo Supremo Electoral de Nicaragua, acusado de fraude electoral en al menos seis elecciones. Rivas es considerado una de las personas más ricas del segundo país más pobre del hemisferio occidental.[9]
- Francisco "Chico" López, tesorero del Partido Sandinista Nicaragüense y Jefe de Albanisa, un holding de empresas de la ayuda venezolana.[10]
- Fidel Moreno, alcalde de facto de Managua, Nicaragua.
- Francisco Díaz, jefe de la policía nicaragüense.
- Álvaro López Miera, ministro del interior de Cuba, presunto responsable de la represión desatada por la dictadura cubana en contra de su pueblo en las protestas del 11 de julio de 2021
- Osiris Luna Meza, Director de Centros Penales de El Salvador, durante la administración de Nayib Bukele, por corrupción y asociación ilícitas.[11]
- Carlos Marroquín, Funcionario de Casa Presidencial de El Salvador durante la administración de Nayib Bukele, por corrupción y asociaciones ilícitas.[11]
- Carolina Recinos, Jefa del Gabinete Ejecutivo de El Salvador, durante la administración de Nayib Bukele, por corrupción, malversación de fondos y nepotismo.[11]
- Miguel Martínez, exjefe del Centro de Gobierno de Guatemala, durante la administración de Alejandro Giammattei, por corrupción, soborno y malversación de fondos del estado. [12]

## Respuesta rusa
En respuesta a la aprobación de la Ley Magnitsky, el gobierno ruso negó a los estadounidenses la adopción de niños rusos, emitió una lista de funcionarios estadounidenses a los que se prohibió entrar en Rusia, y póstumamente declaró a Magnitsky culpable. Además, se informa que el gobierno ruso cabildeó contra la legislación que actúa a través de una empresa de relaciones públicas dirigida por Kenneth Duberstein.

### Ley rusa
El 19 de diciembre de 2012, la Duma Estatal votó 400 a 4 para prohibir la adopción internacional de niños rusos en los Estados Unidos. El proyecto de ley fue nombrado extraoficialmente como Ley de Dmitri Yákovlev (Chase Harrison), un niño ruso que murió accidentalmente de un golpe de calor en 2008 cuando su padre estadounidense adoptivo olvidó que estaba en el asiento trasero de su SUV. El año siguiente, 2013, se propusieron dos leyes adicionales, una fue evitar que los ciudadanos estadounidenses trabajasen con ONG políticas en Rusia y una segunda ley, finalmente abandonada, impidió que cualquier extranjero hablara en la televisión estatal si desacreditaban al estado.

### Prohibición de entrada en Rusia
El 13 de abril de 2013, Rusia publicó una lista en la que nombraba a 18 estadounidenses con prohibición de ingresar a la Federación Rusa por sus presuntas violaciones a los derechos humanos, como respuesta directa a la lista de Magnitsky.  Las personas prohibidas en Rusia se enumeran a continuación:
Funcionarios estadounidenses involucrados en legalizar la tortura y la detención indefinida de prisioneros:
- David Addington, jefe de gabinete del vicepresidente Dick Cheney (2005-2009)
- John Yoo, fiscal general adjunto de los Estados Unidos en la Oficina del Asesor Jurídico del Departamento de Justicia (2001-2003)
- Geoffrey D. Miller, mayor general retirado del ejército estadounidense, comandante de la Fuerza de Tarea Conjunta de Guantánamo (JTF-GTMO), la organización que administra los campos de detención de la Bahía de Guantánamo (2002-2003)
- Jeffrey Harbeson, oficial de la Marina de EE. UU., Comandante de JTF-GTMO (2010-2012)

Los legisladores rusos también prohibieron a varios funcionarios estadounidenses involucrados en la persecución y enjuiciamiento del contrabandista de armas ruso Viktor Bout y del narcotraficante Konstantin Yaroshenko, ambos cumpliendo condena en Estados Unidos:
- Jed Rakoff, Juez de Distrito Sénior de los Estados Unidos para el Distrito Sur de Nueva York
- Preet Bharara, exfiscal Federal del Distrito Sur de Nueva York
- Michael J. Garcia, exfiscal Federal del Distrito Sur de Nueva York
- Brendan R. McGuire, Fiscal Federal Adjunto
- Anjan S. Sahni, Fiscal Federal Adjunto
- Christian R. Everdell, Fiscal Federal Adjunto
- Jenna Minicucci Dabbs, Fiscal Federal Adjunta
- Christopher L. Lavigne, Fiscal Federal Adjunto
- Michael Max Rosensaft, Fiscal Federal Adjunto
- Louis J. Milione, agente especial, Administración de Drogas de Estados Unidos (DEA)
- Sam Gaye, agente especial sénior, DEA de EE. UU.
- Robert F. Zachariasiewicz, agente especial, DEA de EE. UU.
- Derek S. Odney, agente especial, DEA de EE. UU.
- Gregory A. Coleman, agente especial, Oficina Federal de Investigaciones de los Estados Unidos

## Reunión Trump-rusos
En junio de 2016, una abogada rusa, Natalia Veselnítskaya, contratada para presionar contra la Ley Magnitski en los EE. UU., organizó una campaña Trump-Rusia para reunirse con Donald Trump, Jr., supuestamente para discutir la modificación de las sanciones de la Duma rusa contra la adopción estadounidense de niños rusos junto con otras supuestas actividades ilegales. El 11 de julio de 2017, Reuters informó de que en la reunión «[Rusia] ofreció proporcionar a la campaña de Trump algunos documentos oficiales e información que incriminaría a Hillary [Clinton] y sus relaciones con Rusia y sería muy útil para el padre [de Trump Jr]». Donald Trump Jr. insistió en que Veselnítskaya no reveló ninguna información perjudicial sobre la secretaria Clinton, al contrario de lo que su correspondencia había sugerido. Trump Jr. posteriormente lanzó al público a través de Twitter sus registros personales y la correspondencia entre el equipo de campaña de Trump y Rob Goldstone, un socio de negocios y amigo de Trump Sr. que representa activamente a varios intereses rusos y que primero lanzó la reunión a Trump Jr.

## 2017
El 9 de enero de 2017, en virtud de la Ley Magnitsky, la Oficina del Tesoro de los Estados Unidos para el Control de Activos Extranjeros actualizó su Lista de Nacionales Especialmente Designados y colocó en la lista negra a Aleksandr I. Bastrykin, Andrei K. Lugovoi, Dmitri V. Kovtun, Stanislav Gordievsky y Gennady Plaksin, que congeló cualquiera de sus activos en manos de instituciones financieras estadounidenses o transacciones con esas instituciones y prohibió su viaje a los Estados Unidos.

## Implementación
El presidente Donald Trump dio un memorándum al Congreso sobre la implementación de la ley el 21 de abril de 2017.
En mayo de 2017, las autoridades estadounidenses resolvieron un caso contra Prevezon Holding, una de las compañías utilizada para lavar el dinero extraído de Rusia como resultado del fraude descubierto por Serguéi Magnitski. El acuerdo desestimó el caso, y la compañía de bienes raíces acordó pagar una multa de $ 5,8 millones.
También en mayo de 2017, se inició una investigación de £ 6,6 millones que supuestamente se transfirió del esquema de fraude a una firma bancaria en el Reino Unido.
El 8 de septiembre de 2017, el presidente Trump, en un memorándum, delegó la autoridad para alterar las sanciones financieras en esta ley al Secretario del Tesoro, y la emisión de visados al Secretario de Estado.

## Enlaces
- Sobre la Ley
- Que es la “Ley Global Magnitsky sobre Responsabilidad de Derechos Humanos”
- Nota del Criterio de Honduras
- Esta obra contiene una traducción  derivada de «Magnitsky Act» de Wikipedia en inglés, publicada por sus editores bajo la Licencia de documentación libre de GNU y la Licencia Creative Commons Atribución-CompartirIgual 4.0 Internacional.